# Корабель-супутник-4
«Корабель-супутник-4» (рос. Корабль-спутник-4), інші назви Космічний корабель-4 (рос. Космический корабль-4), «Восток-3КА № 1», «Супутник-9» — радянський космічний апарат типу Восток-3КА, прототип пілотованого космічного корабля Восток. Шостий випробувальний запуск за програмою Восток.

## Опис
Апарат складався з агрегатного відсіку у формі з'єднаних широкими основами конуса і зрізаного конуса. До меншої основи зрізаного конуса кріпився спускний апарат. Агрегатний відсік мав довжину 2,25 м, найбільший діаметр 2,43 м і масу 2,27 т.
Спускний апарат у формі кулі діаметром 2,3 м і масою 2,46 т з внутрішнім об'ємом 5,2 м³ був вкритий теплозахистом і мав систему життєзабезпечення. Всередині у кріслі-катапульті розміщувався манекен «Іван Іванович», також у кабіні розташовувались біологічні зразки, собака Чернушка (рос. Чернушка, Чорнушка).

## Політ
9 березня 1961 року о 6:29 UTC з космодрому Байконур ракетою-носієм «Восток» було запущено космічний апарат «Корабель-супутник-4» типу Восток-3КА.
Після одного оберту апарат увімкнув гальмівний двигун і успішно приземлився о 8:09 UTC за 260 км на північний схід від міста Куйбишев. Під час зниження апарата на парашуті з нього було катапультовано манекен «Івана Івановича», собака залишилась в кабіні.